# 非整数ブラウン運動
非整数ブラウン運動（ひせいすうブラウンうんどう、英: fractional Brownian motion, fBm）は、自己相似性と長期依存(long range dependence)を特徴とするガウス過程。1940年にコルモゴロフによりコルモゴロフ理論(K41)のなかで自己相似過程が導入され、1968年にマンデルブロとVanNessによりガウス過程のケースに関してFractional Brownian Motionの呼称が与えられた。ハースト(Harold Edwin Hurst)により初めてナイル川流域の貯水量に関するモデルに応用されるなど、経済時系列や通信トラフィック量のモデル化にも使用されている。

## 特性
非整数ブラウン運動は次の特性をもつ確率過程である。
- {\displaystyle B_{H}(t)} は自己相似過程
- {\displaystyle B_{H}(t)} はガウス過程
- {\displaystyle B_{H}(t)} は連続
- {\displaystyle B_{H}(0)=0}
- {\displaystyle B_{H}(t)} は定常増分をもつ
- 増分の平均は、 {\displaystyle E[B_{H}(t)-B_{H}(s)]=0\,}
- 増分の分散は、 {\displaystyle E[(B_{H}(t)-B_{H}(s))^{2}]=\sigma ^{2}|t-s|^{2H}\,}

以上から共分散関数は次式で与えられる。
{\displaystyle E[B_{H}(t)B_{H}(s)]={\frac {\sigma ^{2}}{2}}(|t|^{2H}+|s|^{2H}-|t-s|^{2H})}
なお分散はσ2=1の標準ケースを扱うことが多い。
これらは、ウィーナー過程において、増分 {\displaystyle W_{t}(t)-W_{t}(s)} が正規分布 {\displaystyle {\mathcal {N}}(\mu |t-s|^{H},\sigma ^{2}|t-s|^{2H})} に従うように拡張したのと同じである。ただし、平均 μ ＝ 0　また 0 ≦ H ＜ 1 。
- H をハースト定数、ハーストパラメータ、あるいはハースト指数と呼ぶ。
- 1/2 < H < 1 のとき、fBm はディリクレ過程でもある。
- H = 1/2 のとき、通常のブラウン運動となる。非整数ブラウン運動という言葉を使うとき H≠1/2 の場合だけを指すことが多い。

### 自己相似性
以下のように統計的な自己相似性をもつ。
平均
{\displaystyle E[B_{H}(\lambda t)]=|\lambda |^{H}E[B_{H}(t)]=0\,}
分散
{\displaystyle E[(B_{H}(\lambda t))^{2}]=|\lambda |^{2H}E[(B_{H}(t))^{2}]\,}
共分散
{\displaystyle E[B_{H}(\lambda t)B_{H}(\lambda s)]=|\lambda |^{2H}E[B_{H}(t)B_{H}(s)]\,}

### 長期依存
長期依存についてはいくつかの定義があるが、ここでは増分( Xi )間の自己共分散γH(k) を用いて示す。

- 1/2 < H < 1 のとき、増分間には長期依存(長期記憶)が存在する。

{\displaystyle \sum _{k=-\infty }^{\infty }\gamma _{H}(k)\to \infty \,}
- 0 ≦ H < 1/2 のとき、増分間には短期記憶が存在する。

{\displaystyle \sum _{k=-\infty }^{\infty }|\gamma _{H}(k)|<\infty \,}
ここで、
{\displaystyle {\begin{aligned}X_{i}&=B_{H}(i)-B_{H}(i-1)\\[0.5em]\gamma _{H}(k)&=E[X_{i}X_{i+k}]\\&={\frac {\sigma ^{2}}{2}}(|k+1|^{2H}+|k|^{2H}-|k-1|^{2H})\\&\sim \sigma ^{2}H(2H-1)|k|^{2H-2}\quad (k\to \infty ,\;H\neq 1/2)\end{aligned}}}
また、増分 {\displaystyle X_{i}} で構成される離散増分過程を非整数ガウスノイズ（英: fractional Gaussian noise, fGn）という。

### 過去と未来の相関
過去の増分と未来の増分との相関関数は次のように計算される。

{\displaystyle {\begin{aligned}C_{\Delta B_{H}}(t)&={\frac {E[(B_{H}(t)-B_{H}(t-\Delta t))(B_{H}(t+\Delta t)-B_{H}(t))]}{E[(B_{H}(t)-B_{H}(t-\Delta t))^{2}]}}\\&={\frac {\sigma ^{2}(2^{2H-1}-1)|\Delta t|^{2H}}{\sigma ^{2}|\Delta t|^{2H}}}\\&=2^{2H-1}-1\end{aligned}}}
すなわち、時間 t に依存せず、ハースト定数 H によってのみ決定される。
- 1/2 < H < 1 のとき、C(t) > 0

過去と未来の相関が正なので、持続的(persistent)となる。過去における上昇トレンドまたは下降トレンドは未来でも相関の程度に応じて継続する可能性が高い。
- H = 1/2 のとき、C(t) = 0

ブラウン運動となり、過去と未来に相関はない。
- 0 ≦ H < 1/2 のとき、C(t) < 0

過去と未来の相関が負なので、反持続的(anti-persistent)となる。過去におけるトレンドとは反対のトレンドが未来で観察される可能性が高くなる。

### マルチンゲール性
- H ＝ 1/2 のとき、マルチンゲールである。
- H ≠ 1/2 のとき、半マルチンゲール(semi-martingale)ではない。これは、H ≠ 1/2 のときには裁定(arbitrage)が理論上可能であることを意味する。実際、L.C.G. Rogers により裁定可能であることが示されている。[6]

これは、半マルチンゲールを前提とする伊藤の公式(Ito's caluclus)はそのまま適用できないことを意味する。また、無裁定価格理論にもとづくブラック・ショールズ方程式を H≠1/2 の幾何ブラウン運動にて拡張すると裁定可能になってしまう問題がおこる。

### フラクタル次元
fBnのハウスドルフ次元は、 DH = 2 - H である。